# Rosettenrochen
Der Rosettenrochen (Leucoraja garmani) ist eine Spezies der Familie der Echten Rochen (Rajidae), die im nordwestlichen Atlantik vor der östlichen US-Küste vorkommt. Er ist ein Tiefseerochen und ein recht kleiner Vertreter dieser Gattung.

## Merkmale
Dieser Rochen besitzt eine stumpfe Schnauze und abgerundete Brustflossen, die oberen Ränder sind etwas nach vorne gewölbt. Er ist blass braun und besitzt unterschiedliche Schattierungen und dunkle Flecken. Diese Flecken sind meist zu sechst rosettenförmig um einen zentralen Fleck angeordnet und sind dunkelbraun oder schwarz. Diese Flecken lassen sich auf ihren Schultern und Brustflossen finden, und von ihnen stammt auch der Name dieses Rochens. Mit Hilfe der Flecken kann man sie von anderen Arten unterscheiden. Die Bauchseite ist weiß oder blass gelb. 
Sie werden maximal 26 Zentimeter breit und ihr Schwanz ist 17,5 Zentimeter lang. Insgesamt werden sie ca. 45 Zentimeter lang. Mit einer Länge von ca. 40,5 Zentimetern erreichen Männchen die Geschlechtsreife, Weibchen hingegen bereits etwas früher. 
Sie besitzen an ihrer Schnauze, um ihre Augen, auf ihrem Schwanz und ihren Schultern kleine Stacheln. Jungtiere besitzen eine raue Haut mit kleinen Stacheln, die mit der Zeit verloren gehen. 
Der Oberkiefer des Rosettenrochens enthält 46 bis 52 Zahnreihen, der Unterkiefer einige weniger. Ältere männliche Exemplare besitzen schärfere Zähne als weibliche.   

## Verbreitung
Der Rosettenrochen lässt sich entlang der US-Ostküste finden, von Nantucket in Massachusetts bis nach Dry Tortugas südlich von Florida. Derzeit gibt es jedoch nur wenig Informationen über die Population südlich vom Cape Hatteras in South Carolina.

## Lebensweise
Den Rosettenrochen findet man über sandigem oder schlammigen Untergrund in Tiefen von ca. 33 bis 530 Metern, am häufigsten zwischen 74 und 274 Metern. Jugendliche Exemplare, die weniger als 45 Zentimeter Gesamtlänge aufweisen, befinden sich während des ganzen Jahres entlang des äußeren Festlandsockels. Die bevorzugte Wassertemperatur beträgt zwischen 5 und 15 °C.
Die Nahrung ähnelt den anderen Rochenarten die in dieser Umgebung vorkommen. Er ernährt sich von Wirbellosen, wie Garnelen, Krebsen, Krabben, Tintenfischen und kleinen Fischen. Gejagt wird dieser Rochen von größeren Fischen einschließlich Haien. Über Parasiten die diese Art befallen ist nur sehr wenig bekannt. 

### Fortpflanzung
Diese Rochenart legt Eier. In bernsteinfarbenen kapselartigen Eiern sind Embryonen enthalten. Diese besitzen an jedem der vier Ecken kleine Steife Hörner mit denen sie an Sand oder an Schlamm befestigt werden. Sie sind mit einer Länge von ca. 3,4 bis 4,3 Zentimetern und einer Breite von ca. 2,6 bis 3 Zentimetern sehr klein. Weil diese Eier so klein sind, kann man sie von denen der anderen Rochenarten unterscheiden. Diese Rochen pflanzen sich das ganze Jahr über fort, in den Sommermonaten treten mehr Eier auf.

## Gefährdung
Diese Art wird als  Beifang unbeabsichtigt von Grundschleppnetzen mitgefangen. Sie wird als Hummerköder verwertet oder ihre Brustflossen verkauft. Auf gezielte Fischerei auf diese Art gibt es keine Hinweise. Derzeit gilt diese Art als nicht überfischt und es gibt keine großen Bedrohungen für Leucoraja garmani. Darum wird der Rosettenrochen von der IUCN als nicht gefährdet eingestuft.

## Belege
1. ↑  Rosettenrochen auf Fishbase.org (englisch)
2. 1 2 3 4  Cathleen Bester: Rosette Skate. Florida Museum of Natural History, abgerufen am 10. August 2017 (englisch).
3. 1 2 3 4  Leucoraja garmani in der Roten Liste gefährdeter Arten der IUCN 2017-1. Eingestellt von: Gedamke, T., 2008-12-01.